# Polydesmorhachis atrata
Polydesmorhachis atrata är en mångfotingart som beskrevs av Pocock 1897. Polydesmorhachis atrata ingår i släktet Polydesmorhachis och familjen Platyrhacidae. Inga underarter finns listade i Catalogue of Life.